# Мельницька сільська рада (Ковельський район)
Мельницька сільська рада — колишня адміністративно-територіальна одиниця у Ковельському районі Волинської області з центром у селі Мельниця.

## Населені пункти
Сільській раді були підпорядковані населені пункти:
- с. Мельниця
- с. Кривлин
- с. Мирин
- с. Рудка-Миринська

## Склад ради
Сільська рада складається з 12 депутатів та голови. З поміж них 11 депутатів (91.7 %) — самовисуванці та одна депутат (8.3 %) — від Української народної партії. 

## Керівний склад сільської ради
| ПІБ                       | Основні відомості                                                                                   | Дата обрання | Дата звільнення |
| ------------------------- | --------------------------------------------------------------------------------------------------- | ------------ | --------------- |
| Самчук Юрій Олександрович | Сільський голова, 1962 року народження, освіта, член Української Народної Партії                    | 26.03.2006   | 31.10.2010      |
| Самчук Юрій Олександрович | Сільський голова, 1962 року народження, освіта середня спеціальна, член Української Народної Партії | 31.10.2010   |                 |

Примітка: таблиця складена за даними джерела

## Населення
Населення сільської ради згідно з переписом населення 2001 року становить 1,003 осіб. Раду утворено в 1939 році. 
| Населенні пункти  | 2001 рік | 1989 рік |
| ----------------- | -------- | -------- |
| Кривлин           | 170      | 180      |
| Мельниця          | 573      | 730      |
| Мирин             | 115      | 160      |
| Рудка-Миринська   | 145      | 180      |
| Сукупне населення | 1,003    | 1,250    |

### Мова
Розподіл населення за рідною мовою за даними перепису 2001 року:
| Мова       | Відсоток |
| ---------- | -------- |
| українська | 99,10 %  |
| російська  | 0,70 %   |
| білоруська | 0,10 %   |

## Географія
Сільська рада розташовується в західній частині Ковельського району, обабіч магістральних шосе.
Площу ради осушує густа мережа меліоративних каналів, з-поміж них основний — канал Ставкова, що відводить воду до річки Стохід, притоки Прип'яті. 

## Визначні місця
- В селі Мельниця є мурований костел. Будувався з 1802 до 1881 року. Охоронний статус під номером 174, згідно з рішенням № 76 від 3 квітня 1992 виконкому Волинської обласної ради. [7]